# Чемпіонат Європи з боксу серед жінок 2006
V Чемпіонат Європи з боксу серед жінок відбувся 4-10 вересня 2006 року в Варшаві, Польща. 126 бійців з 22 країн Європи змагалися в 13 вагових категоріях. Всього на турнірі було проведено 113 боїв, з яких 37 (32,7 %) закінчилися достроковою перемогою одного з суперників. Перемогу в загальнокомандному заліку вп’яте поспіль здобула Росія.
Найсуттєвіша перемога на турнірі
75 кг. 1/4 фіналу
Аніта Душа  35:12  Люмініта Турчин
80 кг фінал
Біта Малек  30:7  Галина Іванова
Найрезультативніший бій турніру
54 кг фінал
Карі Єнсен  35:27  Кароліна Міхальчук
Найменш результативний бій турніру
50 кг. 1/4 фіналу
Вікторія Усаченко  3:0  Дельфін Манчіні

## Учасники
- Англія - 8
- Данія – 5
- Ізраїль - 1
- Ірландія - 1
- Ісландія – 1
- Іспанія – 4
- Італія - 4
- Литва - 1
- Нідерланди – 2
- Норвегія - 2
- Польща - 13
- Росія - 13
- Румунія - 10
- Туреччина - 11
- Уельс - 4
- Угорщина - 8
- Україна - 13
- Фінляндія - 4
- Франція – 7
- Чехія - 4
- Швейцарія - 2
- Швеція - 7

## Результати фіналів
| Вагова категорія | Переможець        | Рахунок | Переможений опонент |
| ---------------- | ----------------- | ------- | ------------------- |
| 46 кг            | Стелута Дута      | 19:10   | Евеліна Пекальська  |
| 48 кг            | Олеся Гладкова    | 16:2    | Моніка Чік          |
| 50 кг            | Хазібе Еркоч      | 14:8    | Вікторія Усаченко   |
| 52 кг            | Сумейра Кая       | 12:6    | Саліха Охен         |
| 54 кг            | Карі Єнсен        | 35:27   | Кароліна Міхальчук  |
| 57 кг            | Олена Карпачьова  | RSCO 2  | Діна Бюргер         |
| 60 кг            | Кеті Тейлор       | RSCO 2  | Татьяна Чалая       |
| 63 кг            | Вінні Сковгард    | 22:14   | Юлія Нємцова        |
| 66 кг            | Ая Чізоко         | 27:9    | Леся Козлан         |
| 70 кг            | Ольга Славінськая | RSCO 2  | Наталія Остроумова  |
| 75 кг            | Марія Яворськая   | 26:8    | Ольга Новікова      |
| 80 кг            | Біта Малек        | 30:7    | Галина Іванова      |
| +80 кг           | Марія Ковач       | 20:8    | Семсі Яралі         |

## Медалісти
| Категорія: | Золото:          | Срібло:             | Бронза:                              |
| до 46 кг   | Стелута Дута     | Евеліна Пекальськая | Валеріа Калабрезе Світлана Гнєванова |
| до 48 кг   | Олеся Гладкова   | Моніка Чік          | Дженні Хардінгз Гулзеда Басібутун    |
| до 50 кг   | Хазібе Еркоч     | Вікторія Усаченко   | Валеріа Імброгно Лідія Айон          |
| до 52 кг   | Сумейра Кая      | Саліха Охен         | Ягода Карге Маріт Теуронен           |
| до 54 кг   | Карі Єнсен       | Кароліна Міхальчук  | Людмила Грицай Софія Очігава         |
| до 57 кг   | Олена Карпачова  | Діна Бюргер         | Інгрід Егнер Міріам Деллаль          |
| до 60 кг   | Кеті Тейлор      | Татьяна Чалая       | Анна Кашпржак Гулсум Татар           |
| до 63 кг   | Вінні Сковгард   | Юлія Нємцова        | Саіда Гасанова Кінга Сіва            |
| до 66 кг   | Ая Чізоко        | Леся Козлан         | Ірина Потєєва Кароліна Кожела        |
| до 70 кг   | Ольга Славінская | Наталія Остроумова  | Мартіна Шморанцова Клара Свенссон    |
| до 75 кг   | Марія Яворськая  | Ольга Новікова      | Мія Еталепелто Аніта Душа            |
| до 80 кг   | Біта Малек       | Галина Іванова      | Ірина Комар Сельма Ягчі              |
| +80 кг     | Марія Ковач      | Семсі Яралі         | Адріана Хожу Альбіна Васькєкіна      |

## Медальний залік
| Медальний залік |           |        |        |        |       |
| Місце           | Держава   | Золото | Срібло | Бронза | Разом |
| 1               | Росія     | 4      | 4      | 4      | 12    |
| 2               | Туреччина | 2      | 1      | 3      | 6     |
| 3               | Польща    | 1      | 2      | 4      | 7     |
| 4               | Угорщина  | 1      | 1      | 1      | 3     |
|                 | Франція   | 1      | 1      | 1      | 3     |
| 6               | Румунія   | 1      | 0      | 2      | 3     |
| 7               | Норвегія  | 1      | 0      | 1      | 2     |
| 8               | Ірландія  | 1      | 0      | 0      | 1     |
|                 | Данія     | 1      | 0      | 0      | 1     |
| 10              | Україна   | 0      | 2      | 3      | 5     |
|                 | Швейцарія | 0      | 1      | 0      | 1     |
|                 | Ізраїль   | 0      | 1      | 0      | 1     |
| 13              | Італія    | 0      | 0      | 2      | 2     |
|                 | Швеція    | 0      | 0      | 2      | 2     |
|                 | Фінляндія | 0      | 0      | 2      | 2     |
| 16              | Чехія     | 0      | 0      | 1      | 1     |

## Збірна України та її результати
Україна була представлена у всіх вагових категоріях і була однією з трьох найбільших команд турніру. Всього команда здобула 5 медалей, з яких : 2 - срібні і 3 - бронзові.
- 46 кг : Оксана Штакун

1/4 фіналу: Валеріа Калабрезе  28:17  Оксана Штакун
- 48 кг : Ольга Милосердна

1/4 фіналу: Дженні Хардінгз  23:9  Ольга Милосердна
- 50 кг : Крістіна Рожкова

1/8 фіналу: Валеріа Імборгно  23:13  Крістіна Рожкова
- 52 кг : Вікторія Руденко

1/8 фіналу: Вікторія Руденко  RSCO 2  Тіна О’Делл
1/4 фіналу: Маріт Теуронен  10:5  Вікторія Руденко
- 54 кг : Людмила Грицай, бронза

1/4 фіналу: Людмила Грицай  5:0  Арлета Краузова
1/2 фіналу: Карі Єнсен  22:18  Людмила Грицай
- 57 кг : Тетяна Жерновікова

1/4 фіналу: Діна Бюргер  RSCO 2  Тетяна Жерновікова
- 60 кг : Яна Зав'ялова:1/8 фіналу: Яна Зав’ялова  10:6  Гулсум Татар

1/8 фіналу: Яна Зав'ялова  RSCO 2  Лінді Скрагг
1/4 фіналу: Гулсум Татар  5:0  Яна Зав'ялова
- 63 кг : Саіда Гасанова, бронза

1/4 фіналу: Сайда Газанова  RSC 1  Тереза Лукешова
1/2 фіналу: Вінні Сковгард  33:14  Саіда Гасанова
- 66 кг : Леся Козлан, срібло

1/4 фіналу: Леся Козлан  21:5  Бйянка Нагі
1/2 фіналу: Леся Козлан  18:2  Кароліна Кожела
фінал: Ая Чізоко  27:9  Леся Козлан
- 70 кг : Ліля Дурнєва

1/4 фіналу: Ольга Славінськая  DQ 3  Лілія Дурнєва
- 75 кг: Ольга Новікова, срібло

1/2 фіналу: Ольга Новікова  26:11  Аніта Душа
фінал: Марія Яворськая  26:8  Ольга Новікова
- 80 кг: Ірина Комар, бронза

1/2 фіналу: Біта Малек  RSCO 2  Ірина Комар
- +80 кг: Севілья Ахметова

1/4 фіналу: Альбіна Васькєкіна  RSCO 2  Севілья Ахметова
Примітки: RSC (RSCO) – рефері зупинив змагання, DQ – дискваліфікація